# Флаг сельского поселения Стёпановское
Флаг муниципального образования «Сельское поселение Стёпановское» Ногинского муниципального района Московской области Российской Федерации — опознавательно-правовой знак, служащий официальным символом муниципального образования.
Флаг утверждён 25 декабря 2009 года и внесён в Государственный геральдический регистр Российской Федерации с присвоением регистрационного номера 5748.

## Описание
«Прямоугольное голубое полотнище с отношением ширины к длине 2:3, нижний край которого несёт жёлтый косой крест с шириной плеча равной 1/9 ширины полотнища, низ и боковые стороны креста — зелёные; в середине полотнища — жёлтый пламенеющий меч с серебряной рукоятью, продетый сквозь красное веретено (сквозной ромб)».

## Обоснование символики
Флаг составлен на основании герба сельского поселения Стёпановское по правилам и соответствующим традициям вексиллологии и отражает исторические, культурные, социально-экономические, национальные и иные местные традиции.
Пылающий, «огненный» меч, атрибут Архангела Михаила, символ духовного возрождения жителей поселения (в деревне Ивасиново расположена часовня «Чуда Михаила Архангела в Хонех» 1882 года постройки, почитаемая всеми жителями поселения).
Красный ромб символизирует связь и взаимодействие Стёпановского сельского поселения с Ногинским районом, на флаге которого такие же веретёна.
Косой крест — аллегория пересечения Московской окружной автомобильной дороги («бетонка») и железной дороги Москва — Нижний Новгород, проходящих по территории Стёпановского поселения.
Голубой цвет символ хорошей экологии окружающей поселение среды (чистые небо и вода), а также символ чести, благородства, духовности и возвышенных устремлений.
Зелёный цвет символизирует весну, здоровье, природу, надежду.
Белый цвет (серебро) — символ божественной мудрости, примирения, ясности, открытости.
Красный цвет — символ мужества, жизнеутверждающей силы и красоты, праздника, труда.
Жёлтый цвет (золото) — символ высшей ценности, величия, великодушия, богатства, урожая.